# Csehszlovákia az 1992. évi nyári olimpiai játékokon
Csehszlovákia a spanyolországi Barcelonában megrendezett 1992. évi nyári olimpiai játékok egyik részt vevő nemzete volt. Az országot az olimpián 25 sportágban 208 sportoló képviselte, akik összesen 7 érmet szereztek.

## Érmesek
| Érem  | Versenyző                 | Sportág       | Versenyszám               |
| ----- | ------------------------- | ------------- | ------------------------- |
| Arany | Jan Železný               | Atlétika      | Férfi gerelyhajítás       |
| Arany | Robert Změlík             | Atlétika      | Férfi tízpróba            |
| Arany | Lukáš Pollert             | Kajak-kenu    | Férfi szlalom kenu egyes  |
| Arany | Petr Hrdlička             | Sportlövészet | Trap                      |
| Ezüst | Václav Chalupa            | Evezés        | Férfi egypárevezős        |
| Ezüst | Jiří Rohan Miroslav Šimek | Kajak-kenu    | Férfi szlalom kenu kettes |
| Bronz | Luboš Račanský            | Sportlövészet | Férfi futócéllövészet     |

| Sport         |   |   |   | Összesen |
| Asztalitenisz | 0 | 0 | 0 | 0        |
| Atlétika      | 2 | 0 | 0 | 2        |
| Birkózás      | 0 | 0 | 0 | 0        |
| Cselgáncs     | 0 | 0 | 0 | 0        |
| Evezés        | 0 | 1 | 0 | 1        |
| Íjászat       | 0 | 0 | 0 | 0        |
| Kajak-kenu    | 1 | 1 | 0 | 2        |
| Kerékpározás  | 0 | 0 | 0 | 0        |
| Kézilabda     | 0 | 0 | 0 | 0        |
| Kosárlabda    | 0 | 0 | 0 | 0        |
| Lovaglás      | 0 | 0 | 0 | 0        |
| Műugrás       | 0 | 0 | 0 | 0        |
| Ökölvívás     | 0 | 0 | 0 | 0        |
| Öttusa        | 0 | 0 | 0 | 0        |
| Sportlövészet | 1 | 0 | 1 | 2        |
| Súlyemelés    | 0 | 0 | 0 | 0        |
| Szinkronúszás | 0 | 0 | 0 | 0        |
| Tenisz        | 0 | 0 | 0 | 0        |
| Tollaslabda   | 0 | 0 | 0 | 0        |
| Torna         | 0 | 0 | 0 | 0        |
| Úszás         | 0 | 0 | 0 | 0        |
| Vitorlázás    | 0 | 0 | 0 | 0        |
| Vívás         | 0 | 0 | 0 | 0        |
| Vízilabda     | 0 | 0 | 0 | 0        |
| Összesen      | 4 | 2 | 1 | 7        |

| Naponként | Naponként    | Naponként | Naponként | Naponként | Naponként | Naponként |
| --------- | ------------ | --------- | --------- | --------- | --------- | --------- |
| Nap       | Dátum        |           |           |           | Összesen  |           |
| 1. nap    | Július 25.   | —         | —         | —         |           |           |
| 2. nap    | Július 26.   | 0         | 0         | 0         | 0         |           |
| 3. nap    | Július 27.   | 0         | 0         | 0         | 0         |           |
| 4. nap    | Július 28.   | 0         | 0         | 0         | 0         |           |
| 5. nap    | Július 29.   | 0         | 0         | 0         | 0         |           |
| 6. nap    | Július 30.   | 0         | 0         | 0         | 0         |           |
| 7. nap    | Július 31.   | 0         | 0         | 0         | 0         |           |
| 8. nap    | Augusztus 1. | 1         | 1         | 1         | 3         |           |
| 9. nap    | Augusztus 2. | 1         | 1         | 0         | 2         |           |
| 10. nap   | Augusztus 3. | 0         | 0         | 0         | 0         |           |
| 11. nap   | Augusztus 4. | 0         | 0         | 0         | 0         |           |
| 12. nap   | Augusztus 5. | 0         | 0         | 0         | 0         |           |
| 13. nap   | Augusztus 6. | 1         | 0         | 0         | 1         |           |
| 14. nap   | Augusztus 7. | 0         | 0         | 0         | 0         |           |
| 15. nap   | Augusztus 8. | 1         | 0         | 0         | 1         |           |
| 16. nap   | Augusztus 9. | 0         | 0         | 0         | 0         |           |
| Összesen  |              | 4         | 2         | 1         | 7         |           |

## Asztalitenisz
Férfi
| Versenyző   | Versenyszám | Csoportkör                                                                                               | Csoportkör | Nyolcaddöntő      | Negyeddöntő       | Elődöntő          | Döntő             | Helyezés |
| Versenyző   | Versenyszám | Ellenfél Eredmény                                                                                        | Hely.      | Ellenfél Eredmény | Ellenfél Eredmény | Ellenfél Eredmény | Ellenfél Eredmény | Helyezés |
| ----------- | ----------- | --- | ---------- | ----------------- | ----------------- | ----------------- | ----------------- | -------- |
| Tomáš Jančí | Egyes       | L csoport · Jim Butler (USA) · 1-2 · Zoran Primorac (CRO) · 0-2 · Yair Nathan (PER) · 2-0 (visszalépett) | 3.         | kiesett           | kiesett           | kiesett           | kiesett           | 33.      |
| Petr Korbel | Egyes       | G csoport · Piotr Skierski (POL) · 2-1 · Augusto Morales (CHI) · 2-0 · Ma Ven-ko (Ma Wenge) (CHN) · 1-2  | 2.         | kiesett           | kiesett           | kiesett           | kiesett           | 17.      |
| Roland Vími | Egyes       | D csoport · Cláudio Kano (BRA) · 0-2 · Andrzej Grubba (POL) · 0-2 · Louis Christiaan Botha (RSA) · 2-0   | 3.         | kiesett           | kiesett           | kiesett           | kiesett           | 33.      |

Női
| Versenyző                          | Versenyszám | Csoportkör | Csoportkör | Nyolcaddöntő          | Negyeddöntő       | Elődöntő          | Döntő             | Helyezés |
| Versenyző                          | Versenyszám | Ellenfél Eredmény | Hely.      | Ellenfél Eredmény     | Ellenfél Eredmény | Ellenfél Eredmény | Ellenfél Eredmény | Helyezés |
| ---------------------------------- | ----------- | --- | ---------- | --------------------- | ----------------- | ----------------- | ----------------- | -------- |
| Marie Hrachová                     | Egyes       | O csoport · Lyanne Kosaka (BRA) · 2-0 · Hae-Ja Kim de Rimasa (ARG) · 2-0 · Kloppenburg Hubertina Vriesekoop (NED) · 2-1                                                                                   | 1.         | Hai Po Wa (HKG) · 0-3 | kiesett           | kiesett           | kiesett           | 9.       |
| Marie Hrachová Jaroslava Mihočková | Páros       | D csoport · Svédország (SWE) · Charlotte Erlman · Marie Svensson · 2-0 · Tunézia (TUN) · Feiza Ben Aïssa · Sonia Touati · 2-0 · Észak-Korea (PRK) · Ri Bunhi (Ri Bun-hui) · Ju Szunbok (Yu Sun-Bok) · 0-2 | 2.         |                       | kiesett           | kiesett           | kiesett           | 9.       |

## Atlétika
Férfi
| Versenyző     | Versenyszám     | Előfutam | Előfutam | Előfutam | Negyeddöntő | Negyeddöntő | Negyeddöntő | Elődöntő | Elődöntő | Elődöntő | Döntő   | Döntő    |
| Versenyző     | Versenyszám     | Idő      | Hely.    | Össz.    | Idő         | Hely.       | Össz.       | Idő      | Hely.    | Össz.    | Idő     | Helyezés |
| ------------- | --------------- | -------- | -------- | -------- | ----------- | ----------- | ----------- | -------- | -------- | -------- | ------- | -------- |
| Igor Kováč    | 110 m gát       | 14,12    | 6.       | 30.*     | kiesett     | kiesett     | kiesett     | kiesett  | kiesett  | kiesett  | kiesett | kiesett  |
| Jozef Kucej   | 400 m gát       | 50,28    | 3.       | 28.      |             |             |             | kiesett  | kiesett  | kiesett  | kiesett | kiesett  |
| Karel David   | Maraton         |          |          |          |             |             |             |          |          |          | 2:16:34 | 19.      |
| Igor Kollár   | 20 km gyaloglás |          |          |          |             |             |             |          |          |          | 1:29:38 | 19.      |
| Ján Záhončík  | 20 km gyaloglás |          |          |          |             |             |             |          |          |          | 1:33:37 | 28.      |
| Pavol Blažek  | 20 km gyaloglás |          |          |          |             |             |             |          |          |          | 1:29:23 | 17.      |
| Pavol Blažek  | 50 km gyaloglás |          |          |          |             |             |             |          |          |          | 4:22:33 | 29.      |
| Roman Mrázek  | 50 km gyaloglás |          |          |          |             |             |             |          |          |          | 3:55:21 | 5.       |
| Pavol Szikora | 50 km gyaloglás |          |          |          |             |             |             |          |          |          | 4:17:49 | 27.      |

| Versenyző      | Versenyszám   | Selejtező | Selejtező | Döntő    | Döntő    |
| Versenyző      | Versenyszám   | Eredmény  | Helyezés  | Eredmény | Helyezés |
| -------------- | ------------- | --------- | --------- | -------- | -------- |
| Milan Gombala  | Távolugrás    | 769 cm    | 25.       | kiesett  | kiesett  |
| Milan Mikuláš  | Hármasugrás   | 16,82 m   | 15.       | kiesett  | kiesett  |
| Bugár Imre     | Diszkoszvetés | 58,70 m   | 20.       | kiesett  | kiesett  |
| Pavel Sedláček | Kalapácsvetés | 67,76 m   | 24.       | kiesett  | kiesett  |
| Jan Železný    | Gerelyhajítás | 83,96 m   | 1.        | 89,66 m  |          |

| Versenyző     | Versenyszám | 100 m | 100 m | Távolugrás | Távolugrás | Súlylökés | Súlylökés | Magasugrás | Magasugrás | 400 m | 400 m | 110 m gát | 110 m gát | Diszkoszvetés | Diszkoszvetés | Rúdugrás | Rúdugrás | Gerelyhajítás | Gerelyhajítás | 1500 m  | 1500 m | Végeredmény | Végeredmény |
| Versenyző     | Versenyszám | Idő   | Pont  | Eredmény   | Pont       | Eredmény  | Pont      | Eredmény   | Pont       | Idő   | Pont  | Idő       | Pont      | Eredmény      | Pont          | Eredmény | Pont     | Eredmény      | Pont          | Idő     | Pont   | Pont        | Helyezés    |
| ------------- | ----------- | ----- | ----- | ---------- | ---------- | --------- | --------- | ---------- | ---------- | ----- | ----- | --------- | --------- | ------------- | ------------- | -------- | -------- | ------------- | ------------- | ------- | ------ | ----------- | ----------- |
| Robert Změlík | Tízpróba    | 10,78 | 910   | 787 cm     | 1027       | 14,53 m   | 761       | 206 cm     | 859        | 48,65 | 878   | 13,95     | 981       | 45,00 m       | 767           | 510 cm   | 941      | 59,06 m       | 724           | 4:27,21 | 763    | 8611        |             |

Női
| Versenyző       | Versenyszám | Döntő   | Döntő    |
| Versenyző       | Versenyszám | Idő     | Helyezés |
| --------------- | ----------- | ------- | -------- |
| Alena Peterková | Maraton     | 2:53:30 | 24.      |

| Versenyző                  | Versenyszám   | Selejtező | Selejtező | Döntő    | Döntő    |
| Versenyző                  | Versenyszám   | Eredmény  | Helyezés  | Eredmény | Helyezés |
| -------------------------- | ------------- | --------- | --------- | -------- | -------- |
| Šárka Kašpárková           | Magasugrás    | 188 cm    | 25.*      | kiesett  | kiesett  |
| Šárka Nováková             | Magasugrás    | 183 cm    | 34.*      | kiesett  | kiesett  |
| Vladimíra Malátová-Racková | Diszkoszvetés | 59,04 m   | 18.       | kiesett  | kiesett  |

* - egy másik versenyzővel azonos időt/eredményt ért el

## Birkózás
Kötöttfogású
| Versenyző       | Versenyszám | Csoportkör | Csoportkör | Helyosztók        | Helyosztók                        | Helyosztók        | Bronz- mérkőzés   | Döntő             | Helyezés    |
| Versenyző       | Versenyszám | Csoportkör | Csoportkör | 9. helyért        | 7. helyért                        | 5. helyért        | Bronz- mérkőzés   | Döntő             | Helyezés    |
| Versenyző       | Versenyszám | Ellenfél Eredmény | Hely.      | Ellenfél Eredmény | Ellenfél Eredmény                 | Ellenfél Eredmény | Ellenfél Eredmény | Ellenfél Eredmény | Helyezés    |
| --------------- | ----------- | --- | ---------- | ----------------- | --------------------------------- | ----------------- | ----------------- | ----------------- | ----------- |
| Jindřich Vavrla | 62 kg       | B csoport · Konsztandínosz Arkudéasz (GRE) · 1-2 · Juan Marén (CUB) · 2-3                                                     | 7.         | kiesett           | kiesett                           | kiesett           | kiesett           | kiesett           | helyezetlen |
| Jaroslav Zeman  | 74 kg       | A csoport · Ahad Javan Saleh (IRI) · 4-0 · Ender Memet (ROU) · 12-0 · Józef Tracz (POL) · 4-5 · Torbjörn Kornbakk (SWE) · 2-4 | 4.         |                   | Dobri Ivanov (BUL) · visszalépett |                   |                   |                   | 7.          |
| Pavel Frinta    | 82 kg       | A csoport · David Martinetti (SUI) · 16-0 · Timo Niemi (FIN) · 2-4 · Hriszto Hrisztov (BUL) · DQ2                             | 4.         |                   | Thomas Zander (GER) · 1-3         |                   |                   |                   | 8.          |

Szabadfogású
| Versenyző       | Versenyszám | Csoportkör | Csoportkör | Helyosztók        | Helyosztók        | Helyosztók                    | Bronz- mérkőzés   | Döntő             | Helyezés    |
| Versenyző       | Versenyszám | Csoportkör | Csoportkör | 9. helyért        | 7. helyért        | 5. helyért                    | Bronz- mérkőzés   | Döntő             | Helyezés    |
| Versenyző       | Versenyszám | Ellenfél Eredmény | Hely.      | Ellenfél Eredmény | Ellenfél Eredmény | Ellenfél Eredmény             | Ellenfél Eredmény | Ellenfél Eredmény | Helyezés    |
| --------------- | ----------- | --- | ---------- | ----------------- | ----------------- | ----------------------------- | ----------------- | ----------------- | ----------- |
| Milan Revický   | 74 kg       | B csoport · Kenny Monday (USA) · 0-2 · Konsztandínosz Iliádisz (CYP) · 3-0 (kétvállas) · Krzysztof Walencik (POL) · 0-1                                        | 7.         | kiesett           | kiesett           | kiesett                       | kiesett           | kiesett           | helyezetlen |
| Jozef Lohyňa    | 82 kg       | A csoport · Alcide Legrand (FRA) · 6-0 · Nicolae Ghiţă (ROU) · 4-2 · Elmagyi Zsabrailov (EUN) · 7-8 · Rahmat Szofiadi (BUL) · 3-2 · Hans Gstöttner (GER) · 1-5 | 3.         |                   |                   | Sebahattin Öztürk (TUR) · 2-2 |                   |                   | 5.          |
| Jozef Palatinus | 90 kg       | A csoport · Renato Lombardo (ITA) · 0-1 · Ludwig Schneider (GER) · 0-2                                                                                         | 7.         | kiesett           | kiesett           | kiesett                       | kiesett           | kiesett           | helyezetlen |
| Juraj Štěch     | 130 kg      | B csoport · David Gobedzsisvili (EUN) · 3-6 · Vang Csun-kuang (Wang Chunguang) (CHN) · 1-9 (kétvállas)                                                         | 6.         | kiesett           | kiesett           | kiesett                       | kiesett           | kiesett           | helyezetlen |

DQ2 - passzivitás miatt mind két versenyzőt kizárták

## Cselgáncs
Férfi
| Versenyző      | Versenyszám  | Selejtező                                 | 32-es főtábla                              | Nyolcaddöntő                     | Negyeddöntő       | Elődöntő          | Vigaszág első kör | Vigaszág nyolcaddöntő        | Vigaszág negyeddöntő           | Vigaszág elődöntő | Bronz- mérkőzés   | Döntő             | Helyezés |
| Versenyző      | Versenyszám  | Ellenfél Eredmény                         | Ellenfél Eredmény                          | Ellenfél Eredmény                | Ellenfél Eredmény | Ellenfél Eredmény | Ellenfél Eredmény | Ellenfél Eredmény            | Ellenfél Eredmény              | Ellenfél Eredmény | Ellenfél Eredmény | Ellenfél Eredmény | Helyezés |
| -------------- | ------------ | ----------------------------------------- | ------------------------------------------ | -------------------------------- | ----------------- | ----------------- | ----------------- | ---------------------------- | ------------------------------ | ----------------- | ----------------- | ----------------- | -------- |
| Petr Šedivák   | Légsúly      | erőnyerő                                  | Shigueto Yamasaki Júnior (BRA) · 0000-0010 | kiesett                          | kiesett           | kiesett           |                   |                              |                                |                   |                   |                   | 23.      |
| Pavel Petřikov | Harmatsúly   | Mamadou Coulibaly (MLI) · 0001-0000       | Sergey Kosmynin (EUN) · 0010-0000          | Csák József (HUN) · 0000-0010    |                   |                   |                   | Ivan Netov (BUL) · 0010-0000 | Philip Laats (BEL) · 0000-1000 | kiesett           | kiesett           |                   | 9.       |
| Josef Věnsek   | Könnyűsúly   | Mario González Aguilera (MEX) · 0010-0000 | Wahid Yudhi Sulistianto (INA) · 1100-0000  | Jorma Korhonen (FIN) · 0000-0100 | kiesett           | kiesett           |                   |                              |                                |                   |                   |                   | 18.      |
| Jiří Sosna     | Félnehézsúly | erőnyerő                                  | Mohamed Doukouré (GUI) · 1100-0000         | Aurélio Miguel (BRA) · 0000-0001 | kiesett           | kiesett           |                   |                              |                                |                   |                   |                   | 17.      |

Női
| Versenyző            | Versenyszám | Selejtező                              | Nyolcaddöntő                  | Negyeddöntő                 | Elődöntő          | Vigaszág nyolcaddöntő | Vigaszág negyeddöntő           | Vigaszág elődöntő | Bronz- mérkőzés   | Döntő             | Helyezés |
| Versenyző            | Versenyszám | Ellenfél Eredmény                      | Ellenfél Eredmény             | Ellenfél Eredmény           | Ellenfél Eredmény | Ellenfél Eredmény     | Ellenfél Eredmény              | Ellenfél Eredmény | Ellenfél Eredmény | Ellenfél Eredmény | Helyezés |
| -------------------- | ----------- | -------------------------------------- | ----------------------------- | --------------------------- | ----------------- | --------------------- | ------------------------------ | ----------------- | ----------------- | ----------------- | -------- |
| Miroslava Jánošíková | Váltósúly   | Felicité Makounawode (CAF) · 1000-0000 | Birgit Blum (LIE) · 0001-0000 | Yael Arad (ISR) · 0000-0100 |                   |                       | Begoña Gómez (ESP) · 0000-0010 | kiesett           | kiesett           |                   | 9.       |

## Evezés
Férfi
| Versenyző | Versenyszám      | Előfutam | Előfutam | Vigaszág | Vigaszág | Elődöntő | Elődöntő | Elődöntő | Döntő | Döntő            | Döntő            | Helyezés |
| Versenyző | Versenyszám      | Idő      | Hely.    | Idő      | Hely.    | Típus    | Idő      | Hely.    | Típus | Idő              | Hely.            | Helyezés |
| --- | ---------------- | -------- | -------- | -------- | -------- | -------- | -------- | -------- | ----- | ---------------- | ---------------- | -------- |
| Václav Chalupa | Egypárevezős     | 7:06,01  | 1.       |          |          | A/B      | 6:56,12  | 2.       | A     | 6:52,93          | 2.               |          |
| Dušan Macháček Michal Dalecký Pavel Sokol* Oldřich Hejdušek (kormányos)                                                      | Kormányos kettes | 7:16,87  | 5.       | 7:30,64  | 4.       |          |          |          | C     | nem állt rajthoz | nem állt rajthoz | 16.      |
| Ivo Žerava Richard Krejčí Jan Kabrhel Petr Batěk Martin Svoboda (kormányos)                                                  | Kormányos négyes | 6:28,83  | 6.       | 6:28,03  | 5.       |          |          |          | B     | 6:13,32          | 4.               | 10.      |
| Pavel Menšík Dušan Businský Ondřej Holeček Jiří Šefčík Pavel Sokol Petr Blecha Jan Beneš Radek Zavadil Jiří Pták (kormányos) | Nyolcas          | 5:41,85  | 4.       | 5:48,18  | 3.       | A/B      | 5:45,32  | 6.       | B     | 5:47,77          | 6.               | 12.      |

Női
| Versenyző | Versenyszám   | Előfutam | Előfutam | Vigaszág | Vigaszág | Döntő | Döntő   | Döntő | Helyezés |
| Versenyző | Versenyszám   | Idő      | Hely.    | Idő      | Hely.    | Típus | Idő     | Hely. | Helyezés |
| --- | ------------- | -------- | -------- | -------- | -------- | ----- | ------- | ----- | -------- |
| Ľubica Novotníková-Kurhajcová Michaela Burešová-Loukotová Hana Kafková Irena Soukupová                                                                    | Négypárevezős | 6:37,20  | 3.       | 6:40,18  | 2.       | A     | 6:35,99 | 6.    | 6.       |
| Lenka Zavadilová Eliška Jandová Renata Beránková Martina Šefčíková Sabina Telenská Michaela Vávrová Hana Žáková Hana Dariusová Lenka Kováčová (kormányos) | Nyolcas       | 6:31,54  | 4.       | 6:22,59  | 6.       | B     | 6:31,12 | 2.    | 8.       |

* - Michal Dalecký cseréje a vigaszágon

## Íjászat
Férfi
| Versenyző    | Versenyszám | Selejtező | Selejtező | Selejtező | Selejtező | Selejtező | Selejtező | Selejtező | Selejtező | Selejtező | Selejtező | Kieséses szakasz  | Kieséses szakasz  | Kieséses szakasz  | Kieséses szakasz  | Kieséses szakasz  | Helyezés |
| Versenyző    | Versenyszám | 30 m      | 30 m      | 50 m      | 50 m      | 70 m      | 70 m      | 90 m      | 90 m      | Pont      | Hely.     | 32-es főtábla     | Nyolcaddöntő      | Negyeddöntő       | Elődöntő          | Döntő             | Helyezés |
| Versenyző    | Versenyszám | Pont      | Hely.     | Pont      | Hely.     | Pont      | Hely.     | Pont      | Hely.     | Pont      | Hely.     | Ellenfél Eredmény | Ellenfél Eredmény | Ellenfél Eredmény | Ellenfél Eredmény | Ellenfél Eredmény | Helyezés |
| ------------ | ----------- | --------- | --------- | --------- | --------- | --------- | --------- | --------- | --------- | --------- | --------- | ----------------- | ----------------- | ----------------- | ----------------- | ----------------- | -------- |
| Martin Hámor | Egyéni      | 333       | 66.       | 300       | 65.       | 310       | 55.       | 272       | 59.       | 1215      | 65.       | kiesett           | kiesett           | kiesett           | kiesett           | kiesett           | 65.      |

## Kajak-kenu

### Síkvízi
Férfi
| Versenyző                                          | Versenyszám         | Előfutam | Előfutam | Előfutam | Vigaszág | Vigaszág | Vigaszág | Elődöntő | Elődöntő | Elődöntő | Döntő   | Döntő    |
| Versenyző                                          | Versenyszám         | Idő      | Hely.    | Össz.    | Idő      | Hely.    | Össz.    | Idő      | Hely.    | Össz.    | Idő     | Helyezés |
| -------------------------------------------------- | ------------------- | -------- | -------- | -------- | -------- | -------- | -------- | -------- | -------- | -------- | ------- | -------- |
| Attila Szabó                                       | Kajak egyes 500 m   | 1:44,85  | 4.       | 17.      | 1:41,40  | 2.       | 4.       | 1:42,99  | 7.       | 11.      | kiesett | kiesett  |
| Róbert Erban                                       | Kajak egyes 1000 m  | 3:48,96  | 5.       | 20.      | 3:33,90  | 2.       | 3.       | 3:38,86  | 5.       | 10.      | kiesett | kiesett  |
| Juraj Kadnár Róbert Erban                          | Kajak kettes 500 m  | 1:33,45  | 3.       | 3.       | 1:32,14  | 1.       | 5.       | 1:32,41  | 8.       | 15.      | kiesett | kiesett  |
| René Kučera Petr Hruška                            | Kajak kettes 1000 m | 3:17,86  | 3.       | 4.       | 3:19,57  | 2.       | 8.       | 3:19,75  | 3.       | 7.       | 3:23,12 | 7.       |
| Jozef Turza Juraj Kadnár Róbert Erban Attila Szabó | Kajak négyes 1000 m | 2:56,02  | 3.       | 5.       |          |          |          | 2:56,62  | 4.       | 4.       | 2:57,06 | 4.       |
| Slavomír Kňazovický                                | Kenu egyes 500 m    | 1:54,37  | 3.       | 5.       | erőnyerő | erőnyerő | erőnyerő | 1:54,04  | 3.       | 4.       | 1:54,51 | 4.       |
| Jan Bartůnĕk                                       | Kenu egyes 1000 m   | 4:15,61  | 5.       | 16.      | 4:02,48  | 1.       | 1.       | 4:08,44  | 3.       | 9.       | 4:15,25 | 8.       |
| Jan Bartůnĕk Waldemar Fibigr                       | Kenu kettes 500 m   | 1:42,42  | 3.       | 3.       |          |          |          | 1:42,18  | 3.       | 4.       | 1:44,70 | 8.       |

Női
| Versenyző                                                             | Versenyszám        | Előfutam | Előfutam | Előfutam | Elődöntő | Elődöntő | Elődöntő | Döntő   | Döntő    |
| Versenyző                                                             | Versenyszám        | Idő      | Hely.    | Össz.    | Idő      | Hely.    | Össz.    | Idő     | Helyezés |
| --------------------------------------------------------------------- | ------------------ | -------- | -------- | -------- | -------- | -------- | -------- | ------- | -------- |
| Pavlína Jobánková Jitka Janáčková                                     | Kajak kettes 500 m | 1:47,86  | 3.       | 13.      | 1:45,95  | 6.       | 14.      | kiesett | kiesett  |
| Pavlína Jobánková Jitka Janáčková Vladimíra Havelková Ivana Vokurková | Kajak négyes 500 m | 1:40,57  | 7.       | 15.      | 1:40,12  | 3.       | 6.       | kiesett | kiesett  |

### Szlalom
Férfi
| Versenyző                   | Versenyszám | Döntő    | Döntő    | Döntő    | Döntő    | Döntő         | Helyezés |
| Versenyző                   | Versenyszám | 1. futam | 1. futam | 2. futam | 2. futam | Jobb eredmény | Helyezés |
| Versenyző                   | Versenyszám | Pont     | Hely.    | Pont     | Hely.    | Pont          | Helyezés |
| --------------------------- | ----------- | -------- | -------- | -------- | -------- | ------------- | -------- |
| Luboš Hilgert               | Kajak egyes | 116,63   | 16.      | 118,48   | 17.      | 116,63        | 23.      |
| Pavel Přindiš               | Kajak egyes | 117,60   | 19.      | 119,99   | 20.      | 117,60        | 24.      |
| Juraj Ontko                 | Kenu egyes  | 120,23   | 4.       | 136,29   | 19.      | 120,23        | 8.       |
| Lukáš Pollert               | Kenu egyes  | 119,71   | 3.       | 113,69   | 1.       | 113,69        |          |
| Jakub Prüher                | Kenu egyes  | 149,53   | 26.      | 151,85   | 26.      | 149,53        | 29.      |
| Jan Petříček Tomáš Petříček | Kenu kettes | 132,25   | 4.       | 131,86   | 6.       | 131,86        | 7.       |
| Miroslav Šimek Jiří Rohan   | Kenu kettes | 131,91   | 3.       | 124,25   | 2.       | 124,25        |          |
| Pavel Štercl Petr Štercl    | Kenu kettes | 130,42   | 2.       | 136,33   | 11.      | 130,42        | 6.       |

Női
| Versenyző           | Versenyszám | Döntő    | Döntő    | Döntő    | Döntő    | Döntő         | Helyezés |
| Versenyző           | Versenyszám | 1. futam | 1. futam | 2. futam | 2. futam | Jobb eredmény | Helyezés |
| Versenyző           | Versenyszám | Pont     | Hely.    | Pont     | Hely.    | Pont          | Helyezés |
| ------------------- | ----------- | -------- | -------- | -------- | -------- | ------------- | -------- |
| Štěpánka Hilgertová | Kajak egyes | 141,43   | 8.       | 152,30   | 17.      | 141,43        | 12.      |
| Zdeňka Grossmannová | Kajak egyes | 140,42   | 6.       | 135,79   | 6.       | 135,79        | 7.       |
| Marcela Sadilová    | Kajak egyes | 150,38   | 13.      | 250,99   | 24.      | 150,38        | 20.      |

## Kerékpározás

### Országúti kerékpározás
Férfi
| Versenyző                                                    | Versenyszám     | Idő            | Helyezés |
| ------------------------------------------------------------ | --------------- | -------------- | -------- |
| Miloslav Kejval                                              | Mezőnyverseny   | 4:35:56(+0:35) | 27.      |
| Pavel Padrnos                                                | Mezőnyverseny   | 4:35:56(+0:35) | 69.      |
| František Trkal                                              | Mezőnyverseny   | 4:35:56(+0:35) | 25.      |
| Jaroslav Bílek Miroslav Lipták Pavel Padrnos František Trkal | Csapat időfutam | 2:06:44(+5:05) | 8.       |

### Pálya-kerékpározás
Sprintversenyek
| Versenyző        | Versenyszám  | Selejtező | Selejtező | 1. forduló                                       | 1. forduló | Vigaszág selejtező           | Vigaszág selejtező | Vigaszág döntő               | Vigaszág döntő | 2. forduló             | 2. forduló | Vigaszág             | Vigaszág | Negyeddöntő          | 5–8. helyért           | 5–8. helyért | Elődöntő             | Döntő                | Helyezés    |
| Versenyző        | Versenyszám  | Idő       | Hely.     | Ellenfelek Győztes idő                           | Hely.      | Ellenfél Győztes idő         | Hely.              | Ellenfél Győztes idő         | Hely.          | Ellenfelek Győztes idő | Hely.      | Ellenfél Győztes idő | Hely.    | Ellenfél Győztes idő | Ellenfelek Győztes idő | Hely.        | Ellenfél Győztes idő | Ellenfél Győztes idő | Helyezés    |
| ---------------- | ------------ | --------- | --------- | ------------------------------------------------ | ---------- | ---------------------------- | ------------------ | ---------------------------- | -------------- | ---------------------- | ---------- | -------------------- | -------- | -------------------- | ---------------------- | ------------ | -------------------- | -------------------- | ----------- |
| Jaroslav Jeřábek | Férfi egyéni | 10,873    | 10.       | Frédéric Magné (FRA) · Sean Bloch (RSA) · 11,230 | 2.         | Jhon González (COL) · 11,532 | 1.                 | Nyikolaj Kovs (EUN) · 11,971 | 2.             | kiesett                | kiesett    | kiesett              | kiesett  | kiesett              | kiesett                | kiesett      | kiesett              | kiesett              | helyezetlen |

Üldözőversenyek
| Versenyző                                               | Versenyszám                | Selejtező | Selejtező | Negyeddöntő                                                                                   | Negyeddöntő | Negyeddöntő | Elődöntő     | Elődöntő  | Elődöntő | Döntő        | Döntő     | Helyezés |
| Versenyző                                               | Versenyszám                | Idő       | Hely.     | Ellenfél Idő                                                                                  | Saját idő   | Hely.       | Ellenfél Idő | Saját idő | Hely.    | Ellenfél Idő | Saját idő | Helyezés |
| ------------------------------------------------------- | -------------------------- | --------- | --------- | --------------------------------------------------------------------------------------------- | ----------- | ----------- | ------------ | --------- | -------- | ------------ | --------- | -------- |
| Michal Baldrián                                         | Férfi egyéni üldözőverseny | 4:41,724  | 13.       | Servais Knaven (NED) · 4:36,541                                                               | 4:39,625    | 14.         | kiesett      | kiesett   | kiesett  | kiesett      | kiesett   | 14.      |
| Svatopluk Buchta Rudolf Juřícký Jan Panáček Pavel Tesař | Férfi csapat üldözőverseny | 4:21,687  | 8.        | Ausztrália (AUS) · Brett Aitken · Stephen McGlede · Shaun O'Brien · Stuart O’Grady · 4:10,438 | lekörözték  | 8.          | kiesett      | kiesett   | kiesett  | kiesett      | kiesett   | 8.       |

Pontversenyek
| Versenyző   | Versenyszám       | Selejtező | Selejtező | Selejtező | Selejtező | Döntő     | Döntő | Helyezés |
| Versenyző   | Versenyszám       | Csoport   | lekörözés | Pont      | Hely.     | lekörözés | Pont  | Helyezés |
| ----------- | ----------------- | --------- | --------- | --------- | --------- | --------- | ----- | -------- |
| Lubor Tesař | Férfi pontverseny | B         | 1         | 32        | 4.        | -         | 30    | 5.       |

## Kézilabda

### Férfi
| Csehszlovák férfi kézilabdacsapat-játékoskeret                                                                           | Csehszlovák férfi kézilabdacsapat-játékoskeret                                                                                  |
| --- | --- |
| - Petr Baumruk - Roman Bečvář - Bergendi Zoltán - Milan Folta - Petr Házl - Ľuboš Hudák - Peter Kakaščík - Peter Kalafut | - Václav Lanča - Peter Mesiarik - Bohumír Prokop - Ján Sedláček - Martin Šetlík - Ľubomír Švajlen - Michal Tonar - Michal Tonar |

#### Eredmények
Csoportkör
A csoport
| Csapat              | M | Gy | D | V | G+  | G–  | Gk  | P  |
| ------------------- | - | -- | - | - | --- | --- | --- | -- |
| Svédország (SWE)    | 5 | 5  | 0 | 0 | 118 | 86  | +32 | 10 |
| Izland (ISL)        | 5 | 3  | 1 | 1 | 101 | 99  | +2  | 7  |
| Dél-Korea (KOR)     | 5 | 3  | 0 | 2 | 114 | 115 | –1  | 6  |
| Magyarország (HUN)  | 5 | 2  | 0 | 3 | 102 | 108 | –6  | 4  |
| Csehszlovákia (TCH) | 5 | 1  | 1 | 3 | 94  | 92  | +2  | 3  |
| Brazília (BRA)      | 5 | 0  | 0 | 5 | 96  | 125 | –29 | 0  |

| 1992. július 27. 11:30 | Svédország (SWE) | 20–14 | Csehszlovákia (TCH) | Játékvezetők: Lelong, Tancrez (FRA) |
| 1992. július 27. 11:30 | Thorsson 7       | (8–7) | Bergendi 4          | Játékvezetők: Lelong, Tancrez (FRA) |
| 1992. július 27. 11:30 |                  |       |                     | Játékvezetők: Lelong, Tancrez (FRA) |

| 1992. július 29. 20:30 | Csehszlovákia (TCH) | 16–16 | Izland (ISL) | Játékvezetők: Guterman (LTU), Taranoukhine (RUS) |
| 1992. július 29. 20:30 | Bergendi 4          | (9–9) | Grímsson 4   | Játékvezetők: Guterman (LTU), Taranoukhine (RUS) |
| 1992. július 29. 20:30 |                     |       |              | Játékvezetők: Guterman (LTU), Taranoukhine (RUS) |

| 1992. július 31. 11:30 | Csehszlovákia (TCH) | 19–20  | Dél-Korea (KOR)            | Játékvezetők: Gallego, Lamas (ESP) |
| 1992. július 31. 11:30 | Tonar 6             | (11–7) | Cso Cshihjo (Jo Chi-Hyo) 6 | Játékvezetők: Gallego, Lamas (ESP) |
| 1992. július 31. 11:30 |                     |        |                            | Játékvezetők: Gallego, Lamas (ESP) |

| 1992. augusztus 2. 19:00 | Brazília (BRA) | 16–27 | Csehszlovákia (TCH) | Játékvezetők: Szajna, Wroblewski (POL) |
| 1992. augusztus 2. 19:00 | Vieira 4       | (9–9) | Tonar 8             | Játékvezetők: Szajna, Wroblewski (POL) |
| 1992. augusztus 2. 19:00 |                |       |                     | Játékvezetők: Szajna, Wroblewski (POL) |

| 1992. augusztus 4. 11:30 | Magyarország (HUN) | 20–18 | Csehszlovákia (TCH) | Játékvezetők: H. E. Thomas, J. K. Thomas (GER) |
| 1992. augusztus 4. 11:30 | Horváth 7          | (9–8) | Šetlík 6            | Játékvezetők: H. E. Thomas, J. K. Thomas (GER) |
| 1992. augusztus 4. 11:30 |                    |       |                     | Játékvezetők: H. E. Thomas, J. K. Thomas (GER) |

A 9. helyért
| 1992. augusztus 7. 16:00 | Csehszlovákia (TCH) | 20–19  | Németország (GER) | Játékvezetők: Lelong, Tancrez (FRA) |
| 1992. augusztus 7. 16:00 | Šetlík 6            | (11–8) | Hahn 5            | Játékvezetők: Lelong, Tancrez (FRA) |
| 1992. augusztus 7. 16:00 |                     |        |                   | Játékvezetők: Lelong, Tancrez (FRA) |

| Csapat              | Helyezés |
| ------------------- | -------- |
| Csehszlovákia (TCH) | 9.       |

## Kosárlabda

### Női
| Csehszlovák női kosárlabdacsapat-játékoskeret                                                                         | Csehszlovák női kosárlabdacsapat-játékoskeret                                                                       |
| --- | --- |
| - Eva Antalecová - Eva Berková - Iveta Bieliková - Adriana Chamajová - Andrea Chupíková - Erika Dobrovičová-Buriánová | - Renáta Hiráková - Anna Janoštinová-Kotočová - Martina Liptáková - Eva Němcová - Milena Rázgová - Kamila Vodičková |

#### Eredmények
Csoportkör
B csoport
| Csapat                 | M | Gy | V | P+  | P–  | Pk   | P |
| ---------------------- | - | -- | - | --- | --- | ---- | - |
| Egyesült Államok (USA) | 3 | 3  | 0 | 318 | 181 | +137 | 6 |
| Kína (CHN)             | 3 | 2  | 1 | 205 | 226 | –21  | 5 |
| Spanyolország (ESP)    | 3 | 1  | 2 | 181 | 238 | –57  | 4 |
| Csehszlovákia (TCH)    | 3 | 0  | 3 | 183 | 242 | –59  | 3 |

| 1992. július 30. 16:30 | Csehszlovákia (TCH)                | 55–111    | Egyesült Államok (USA) | Pabellón Olímpico de Badalona, Badalona |
| 1992. július 30. 16:30 | (33–53)                            |           |                        | Pabellón Olímpico de Badalona, Badalona |
| 1992. július 30. 16:30 | Janoštinová-Kotočová, Chupíková 14 | Pont      | Cooper 18              | Pabellón Olímpico de Badalona, Badalona |
| 1992. július 30. 16:30 | Janoštinová-Kotočová, Berková 5    | Lepattanó | Dixon 8                | Pabellón Olímpico de Badalona, Badalona |
| 1992. július 30. 16:30 | három játékos 2                    | Gólpassz  | Edwards, Dixon 5       | Pabellón Olímpico de Badalona, Badalona |

| 1992. augusztus 1. 20:00 | Csehszlovákia (TCH) | 58–59     | Spanyolország (ESP) | Pabellón Olímpico de Badalona, Badalona |
| 1992. augusztus 1. 20:00 | (30–27)             |           |                     | Pabellón Olímpico de Badalona, Badalona |
| 1992. augusztus 1. 20:00 | Buriánová 21        | Pont      | Álvaro 10           | Pabellón Olímpico de Badalona, Badalona |
| 1992. augusztus 1. 20:00 | Buriánová 7         | Lepattanó | Geuer 7             | Pabellón Olímpico de Badalona, Badalona |
| 1992. augusztus 1. 20:00 | Buriánová 4         | Gólpassz  | Ares, Álvaro 3      | Pabellón Olímpico de Badalona, Badalona |

| 1992. augusztus 3. 20:00 | Csehszlovákia (TCH) | 70–72     | Kína (CHN)             | Pabellón Olímpico de Badalona, Badalona |
| 1992. augusztus 3. 20:00 | (31–38)             |           |                        | Pabellón Olímpico de Badalona, Badalona |
| 1992. augusztus 3. 20:00 | Němcová 15          | Pont      | Peng Ping 15           | Pabellón Olímpico de Badalona, Badalona |
| 1992. augusztus 3. 20:00 | Buriánová 8         | Lepattanó | Liu Csing (Liu Qing) 6 | Pabellón Olímpico de Badalona, Badalona |
| 1992. augusztus 3. 20:00 | Bieliková 4         | Gólpassz  | Li Hszin (Li Xin) 9    | Pabellón Olímpico de Badalona, Badalona |

Az 5–8. helyért
| 1992. augusztus 5. 11:00 | Brazília (BRA)             | 62–74     | Csehszlovákia (TCH)  | Pabellón Olímpico de Badalona, Badalona |
| 1992. augusztus 5. 11:00 | (34–24)                    |           |                      | Pabellón Olímpico de Badalona, Badalona |
| 1992. augusztus 5. 11:00 | Hortência Marcari 16       | Pont      | Němcová 20           | Pabellón Olímpico de Badalona, Badalona |
| 1992. augusztus 5. 11:00 | dos Santos Arcain 5        | Lepattanó | Buriánová 10         | Pabellón Olímpico de Badalona, Badalona |
| 1992. augusztus 5. 11:00 | Silva, dos Santos Arcain 4 | Gólpassz  | Liptáková, Němcová 2 | Pabellón Olímpico de Badalona, Badalona |

Az 5. helyért
| 1992. augusztus 7. 11:00 | Csehszlovákia (TCH)    | 58–59     | Spanyolország (ESP) | Pabellón Olímpico de Badalona, Badalona |
| 1992. augusztus 7. 11:00 | (29–25)                |           |                     | Pabellón Olímpico de Badalona, Badalona |
| 1992. augusztus 7. 11:00 | Bieliková 14           | Pont      | Geuer 11            | Pabellón Olímpico de Badalona, Badalona |
| 1992. augusztus 7. 11:00 | Buriánová 4            | Lepattanó | Geuer 9             | Pabellón Olímpico de Badalona, Badalona |
| 1992. augusztus 7. 11:00 | Bieliková, Chupíková 2 | Gólpassz  | Ares, Messa 3       | Pabellón Olímpico de Badalona, Badalona |

| Csapat              | Helyezés |
| ------------------- | -------- |
| Csehszlovákia (TCH) | 6.       |

## Lovaglás
Díjugratás
| Versenyző     | Ló    | Versenyszám | Selejtező | Selejtező | Selejtező    | Selejtező | Selejtező | Selejtező | Selejtező  | Selejtező  | Döntő   | Döntő   | Döntő   | Döntő   | Végeredmény | Végeredmény |
| Versenyző     | Ló    | Versenyszám | 1. kör    | 1. kör    | 2. kör       | 2. kör    | 2. kör    | 3. kör    | Összesítés | Összesítés | 1. kör  | 1. kör  | 2. kör  | 2. kör  | Végeredmény | Végeredmény |
| Versenyző     | Ló    | Versenyszám | Pont      | Hely.     | Pont         | Össz.     | Hely.     | Pont      | Pont       | Hely.      | Bünt.   | Hely.   | Bünt.   | Hely.   | Pont/Bünt   | Helyezés    |
| ------------- | ----- | ----------- | --------- | --------- | ------------ | --------- | --------- | --------- | ---------- | ---------- | ------- | ------- | ------- | ------- | ----------- | ----------- |
| Jiří Pecháček | Garta | Egyéni      | 0,00      | 81.       | visszalépett | kiesett   | kiesett   | kiesett   | kiesett    | kiesett    | kiesett | kiesett | kiesett | kiesett | 0,00        | 83.*        |

* - négy másik versenyzővel azonos eredményt ért el

## Műugrás
Női
| Versenyző                 | Versenyszám    | Elődöntő | Elődöntő | Döntő  | Döntő    |
| Versenyző                 | Versenyszám    | Pont     | Helyezés | Pont   | Helyezés |
| ------------------------- | -------------- | -------- | -------- | ------ | -------- |
| Heidemarie Bártová-Grécká | Egyéni műugrás | 286,14   | 7.       | 491,49 | 4.       |

## Ökölvívás
| Versenyző           | Versenyszám     | Selejtező                  | Nyolcaddöntő                         | Negyeddöntő                | Elődöntő          | Döntő             | Helyezés |
| Versenyző           | Versenyszám     | Ellenfél Eredmény          | Ellenfél Eredmény                    | Ellenfél Eredmény          | Ellenfél Eredmény | Ellenfél Eredmény | Helyezés |
| ------------------- | --------------- | -------------------------- | ------------------------------------ | -------------------------- | ----------------- | ----------------- | -------- |
| Stanislav Vagaský   | Légsúly         | Isidro Vicera (PHI) · 0-17 | kiesett                              | kiesett                    | kiesett           | kiesett           | 17.      |
| Michal Franek       | Középsúly       | I Szungbe (KOR) · 2-6      | kiesett                              | kiesett                    | kiesett           | kiesett           | 17.      |
| Vojtěch Rückschloss | Nehézsúly       | erőnyerő                   | Jeórjiosz Sztefanópulosz (GRE) · RSC | David Tua (NZL) · RSC      | kiesett           | kiesett           | 5.       |
| Peter Hrivňák       | Szupernehézsúly | erőnyerő                   | Kevin McBride (IRL) · 21-1           | Brian Nielsen (DEN) · 4-14 | kiesett           | kiesett           | 5.       |

RSC - a játékvezető megállította a mérkőzést

## Öttusa
| Versenyző                                  | Versenyszám | Vívás    | Vívás | Vívás   | Úszás  | Úszás | Úszás | Lövészet | Lövészet | Lövészet | Futás   | Futás | Futás | Lovaglás | Lovaglás | Lovaglás | Összesen    | Összesen |
| Versenyző                                  | Versenyszám | Pontszám | Pont  | Hely.   | Idő    | Pont  | Hely. | Eredmény | Pont     | Hely.    | Idő     | Pont  | Hely. | Idő      | Pont     | Hely.    | Összes pont | Helyezés |
| ------------------------------------------ | ----------- | -------- | ----- | ------- | ------ | ----- | ----- | -------- | -------- | -------- | ------- | ----- | ----- | -------- | -------- | -------- | ----------- | -------- |
| Petr Blažek                                | Egyéni      | 37-28    | 847   | 14.***  | 3:23,9 | 1244  | 26.   | 190      | 1120     | 9.**     | 13:49,3 | 1078  | 38.   | 1:40,8   | 950      | 37.      | 5239        | 14.      |
| Tomáš Fleissner                            | Egyéni      | 36-29    | 830   | 18.**** | 3:32,1 | 1176  | 51.*  | 188      | 1090     | 17.***   | 14:11,0 | 1012  | 50.   | 1:29,4   | 1020     | 19.      | 5128        | 29.      |
| Jiří Prokopius                             | Egyéni      | 35-30    | 813   | 24.***  | 3:25,4 | 1232  | 34.   | 186      | 1060     | 24.***** | 14:21,7 | 982   | 55.   | 2:18,5   | 548      | 62.      | 4635        | 57.      |
| Petr Blažek Tomáš Fleissner Jiří Prokopius | Csapat      |          | 2490  | 6.***   |        | 3652  | 12.   |          | 3270     | 4.       |         | 3072  | 14.   |          | 2518     | 14.      | 15002       | 9.       |

* - egy másik versenyzővel azonos időt ért el

** - két másik versenyzővel azonos eredményt ért el

*** - három másik versenyzővel/csapattal azonos eredményt ért el

**** - négy másik versenyzővel azonos eredményt ért el

***** - nyolc másik versenyzővel azonos eredményt ért el

## Sportlövészet
Férfi
| Versenyző           | Versenyszám           | Selejtező | Selejtező  | Döntő   | Döntő    |
| Versenyző           | Versenyszám           | Pont      | Helyezés   | Pont    | Helyezés |
| ------------------- | --------------------- | --------- | ---------- | ------- | -------- |
| Jindřich Skupa      | Gyorstüzelő pisztoly  | 584       | 13.*       | kiesett | kiesett  |
| Stanislav Jirkal    | Légpisztoly           | 580       | 10.        | kiesett | kiesett  |
| Stanislav Jirkal    | Szabadpisztoly        | 553       | 22.**      | kiesett | kiesett  |
| Dalimil Nejezchleba | Légpuska              | 586       | 21.***     | kiesett | kiesett  |
| Petr Kůrka          | Légpuska              | 588       | 13.****    | kiesett | kiesett  |
| Petr Kůrka          | Sportpuska, összetett | 1162      | 11.**      | kiesett | kiesett  |
| Milan Bakeš         | Sportpuska, összetett | 1155      | 21.**      | kiesett | kiesett  |
| Milan Bakeš         | Sportpuska, fekvő     | 591       | 31.******* | kiesett | kiesett  |
| Miroslav Varga      | Sportpuska, fekvő     | 591       | 31.******* | kiesett | kiesett  |
| Miroslav Januš      | Futócéllövészet       | 572       | 9.         | kiesett | kiesett  |
| Luboš Račanský      | Futócéllövészet       | 576       | 6.         | 670     |          |

Női
| Versenyző                 | Versenyszám           | Selejtező | Selejtező | Döntő   | Döntő    |
| Versenyző                 | Versenyszám           | Pont      | Helyezés  | Pont    | Helyezés |
| ------------------------- | --------------------- | --------- | --------- | ------- | -------- |
| Regina Kodymová-Jirkalová | Légpisztoly           | 362       | 47.       | kiesett | kiesett  |
| Regina Kodymová-Jirkalová | Sportpisztoly         | 573       | 21.**     | kiesett | kiesett  |
| Jindřiška Šimková         | Sportpisztoly         | 575       | 14.***    | kiesett | kiesett  |
| Jindřiška Šimková         | Légpisztoly           | 375       | 24.****** | kiesett | kiesett  |
| Dagmar Bílková            | Légpuska              | 393       | 4.        | 494,9   | 4.       |
| Dagmar Bílková            | Sportpuska, összetett | 571       | 24.**     | kiesett | kiesett  |
| Lenka Koloušková          | Sportpuska, összetett | 579       | 9.        | kiesett | kiesett  |
| Lenka Koloušková          | Légpuska              | 389       | 17.*****  | kiesett | kiesett  |

Nyílt
| Versenyző     | Versenyszám | Selejtező | Selejtező | Elődöntő | Elődöntő | Döntő   | Döntő    |
| Versenyző     | Versenyszám | Pont      | Helyezés  | Pont     | Helyezés | Pont    | Helyezés |
| ------------- | ----------- | --------- | --------- | -------- | -------- | ------- | -------- |
| Petr Hrdlička | Trap        | 146       | 9.        | 195      | 2.****   | 219     |          |
| Pavel Kubec   | Trap        | 147       | 4.        | 196      | 1.       | 218     | 5.       |
| Luboš Adamec  | Skeet       | 148       | 12.       | 197      | 11.****  | kiesett | kiesett  |
| Leoš Hlaváček | Skeet       | 146       | 24.       | 196      | 16.****  | kiesett | kiesett  |
| David Valter  | Skeet       | 147       | 14.       | 195      | 21.**    | kiesett | kiesett  |

* - egy másik versenyzővel azonos eredményt ért el

** - két másik versenyzővel azonos eredményt ért el

*** - három másik versenyzővel azonos eredményt ért el

**** - négy másik versenyzővel azonos eredményt ért el

***** - öt másik versenyzővel azonos eredményt ért el

****** - hat másik versenyzővel azonos eredményt ért el

******* - hét másik versenyzővel azonos eredményt ért el

## Súlyemelés
| Versenyző      | Versenyszám | Szakítás | Szakítás | Lökés    | Lökés    | Összesen | Helyezés |
| Versenyző      | Versenyszám | Eredmény | Helyezés | Eredmény | Helyezés | Összesen | Helyezés |
| -------------- | ----------- | -------- | -------- | -------- | -------- | -------- | -------- |
| René Durbák    | 82,5 kg     | 147,5    | 19.      | 182,5    | 19.*     | 330,0    | 19.      |
| Jaroslav Jokeľ | 100 kg      | 162,5    | 13.      | 192,5    | 15.      | 355,0    | 14.      |
| Petr Krol      | 100 kg      | 162,5    | 14.      | 200,0    | 13.      | 362,5    | 12.      |
| Miloš Čiernik  | 110 kg      | 160,0    | 17.      | 192,5    | 16.      | 352,5    | 16.      |
| Jiří Zubrický  | +110 kg     | 170,0    | 11.      | 222,5    | 5.       | 392,5    | 6.       |

* - egy másik versenyzővel azonos eredményt ért el

## Szinkronúszás
| Versenyző       | Versenyszám | Selejtező           | Selejtező           | Selejtező       | Selejtező  | Selejtező  | Döntő           | Döntő      | Helyezés |
| Versenyző       | Versenyszám | Technikai gyakorlat | Technikai gyakorlat | Zenés gyakorlat | Összesítés | Összesítés | Zenés gyakorlat | Összesítés | Helyezés |
| Versenyző       | Versenyszám | Pont                | Hely.               | Pont            | Pont       | Hely.      | Pont            | Pont       | Helyezés |
| --------------- | ----------- | ------------------- | ------------------- | --------------- | ---------- | ---------- | --------------- | ---------- | -------- |
| Lucie Svrčinová | Egyéni      | 80,755              | 46.                 | 86,640          | 167,395    | 20.        | kiesett         | kiesett    | 20.      |

## Tenisz
Férfi
| Versenyző    | Versenyszám | 64-es főtábla                          | 32-es főtábla     | Nyolcaddöntő      | Negyeddöntő       | Elődöntő          | Döntő             | Helyezés |
| Versenyző    | Versenyszám | Ellenfél Eredmény                      | Ellenfél Eredmény | Ellenfél Eredmény | Ellenfél Eredmény | Ellenfél Eredmény | Ellenfél Eredmény | Helyezés |
| ------------ | ----------- | -------------------------------------- | ----------------- | ----------------- | ----------------- | ----------------- | ----------------- | -------- |
| Marián Vajda | Egyes       | Gilad Bloom (ISR) · 6-7(7-9), 1-6, 0-6 | kiesett           | kiesett           | kiesett           | kiesett           | kiesett           | 33.      |

Női
| Versenyző                     | Versenyszám | 64-es főtábla                         | 32-es főtábla                                                | Nyolcaddöntő                                                | Negyeddöntő                                                     | Elődöntő          | Döntő             | Helyezés |
| Versenyző                     | Versenyszám | Ellenfél Eredmény                     | Ellenfél Eredmény                                            | Ellenfél Eredmény                                           | Ellenfél Eredmény                                               | Ellenfél Eredmény | Ellenfél Eredmény | Helyezés |
| ----------------------------- | ----------- | ------------------------------------- | ------------------------------------------------------------ | ----------------------------------------------------------- | --------------------------------------------------------------- | ----------------- | ----------------- | -------- |
| Jana Novotná                  | Egyes       | Natallja Zverava (EUN) · 1-6, 0-6     | kiesett                                                      | kiesett                                                     | kiesett                                                         | kiesett           | kiesett           | 33.      |
| Helena Suková                 | Egyes       | Natacha Randriantefy (MAD) · 6-0, 6-1 | Angélica Gavaldón (MEX) · 6-4, 4-6, 3-5 feladta              | kiesett                                                     | kiesett                                                         | kiesett           | kiesett           | 17.      |
| Radka Zrubáková               | Egyes       | Nathalie Tauziat (FRA) · 3-6, 2-6     | kiesett                                                      | kiesett                                                     | kiesett                                                         | kiesett           | kiesett           | 33.      |
| Jana Novotná Andrea Strnadová | Páros       |                                       | Románia (ROU) · Ruxandra Dragomir · Irina Spîrlea · 6-1, 6-4 | Japán (JPN) · Date Kimiko · Kidovaki Maja · 6-3, · 7-6(7-4) | Ausztrália (AUS) · Nicole Bradtke · Rachel McQuillan · 6-3, 6-3 | kiesett           | kiesett           | 5.       |

## Tollaslabda
| Versenyző     | Versenyszám | Selejtező                           | 32-es főtábla                    | Nyolcaddöntő      | Negyeddöntő       | Elődöntő          | Döntő             | Helyezés |
| Versenyző     | Versenyszám | Ellenfél Eredmény                   | Ellenfél Eredmény                | Ellenfél Eredmény | Ellenfél Eredmény | Ellenfél Eredmény | Ellenfél Eredmény | Helyezés |
| ------------- | ----------- | ----------------------------------- | -------------------------------- | ----------------- | ----------------- | ----------------- | ----------------- | -------- |
| Tomáš Mendrek | Férfi egyes | Stéphane Renault (FRA) · 15-5, 15-2 | Foo Kok Keong (MAS) · 2-15, 3-15 | kiesett           | kiesett           | kiesett           | kiesett           | 17.      |
| Eva Lacinová  | Női egyes   | Doris Piché (CAN) · 0-11, 2-11      | kiesett                          | kiesett           | kiesett           | kiesett           | kiesett           | 33.      |

## Torna
Férfi
| Versenyző       | Versenyszám      | Selejtező | Selejtező | Döntő    | Döntő    |
| Versenyző       | Versenyszám      | Pontszám  | Helyezés  | Pontszám | Helyezés |
| --------------- | ---------------- | --------- | --------- | -------- | -------- |
| Arnold Bugár    | Talaj            | 18,500    | 79.       | kiesett  | kiesett  |
| Arnold Bugár    | Ugrás            | 18,600    | 74.       | kiesett  | kiesett  |
| Arnold Bugár    | Korlát           | 18,525    | 74.       | kiesett  | kiesett  |
| Arnold Bugár    | Nyújtó           | 18,875    | 58.       | kiesett  | kiesett  |
| Arnold Bugár    | Gyűrű            | 18,275    | 84.       | kiesett  | kiesett  |
| Arnold Bugár    | Lólengés         | 18,425    | 75.       | kiesett  | kiesett  |
| Arnold Bugár    | Egyéni összetett | 111,200   | 77.       | kiesett  | kiesett  |
| Martin Modlitba | Talaj            | 18,525    | 77.       | kiesett  | kiesett  |
| Martin Modlitba | Ugrás            | 19,000    | 33.       | kiesett  | kiesett  |
| Martin Modlitba | Korlát           | 18,625    | 71.       | kiesett  | kiesett  |
| Martin Modlitba | Nyújtó           | 19,225    | 23.       | kiesett  | kiesett  |
| Martin Modlitba | Gyűrű            | 18,650    | 72.       | kiesett  | kiesett  |
| Martin Modlitba | Lólengés         | 18,600    | 66.       | kiesett  | kiesett  |
| Martin Modlitba | Egyéni összetett | 112,625   | 62.       | kiesett  | kiesett  |

Női
| Versenyző       | Versenyszám      | Selejtező | Selejtező | Döntő    | Döntő    |
| Versenyző       | Versenyszám      | Pontszám  | Helyezés  | Pontszám | Helyezés |
| --------------- | ---------------- | --------- | --------- | -------- | -------- |
| Daniela Bártová | Talaj            | 19,137    | 63.       | kiesett  | kiesett  |
| Daniela Bártová | Ugrás            | 19,462    | 56.       | kiesett  | kiesett  |
| Daniela Bártová | Felemás korlát   | 19,074    | 67.       | kiesett  | kiesett  |
| Daniela Bártová | Gerenda          | 18,962    | 56.       | kiesett  | kiesett  |
| Daniela Bártová | Egyéni összetett | 76,635    | 61.       | kiesett  | kiesett  |
| Pavla Kinclová  | Talaj            | 19,412    | 38.       | kiesett  | kiesett  |
| Pavla Kinclová  | Ugrás            | 19,525    | 43.       | kiesett  | kiesett  |
| Pavla Kinclová  | Felemás korlát   | 18,687    | 83.       | kiesett  | kiesett  |
| Pavla Kinclová  | Gerenda          | 19,450    | 25.       | kiesett  | kiesett  |
| Pavla Kinclová  | Egyéni összetett | 77,074    | 50.       | 38,899   | 24.      |
| Iveta Poloková  | Talaj            | 18,849    | 83.       | kiesett  | kiesett  |
| Iveta Poloková  | Ugrás            | 19,462    | 56.       | kiesett  | kiesett  |
| Iveta Poloková  | Felemás korlát   | 19,225    | 61.       | kiesett  | kiesett  |
| Iveta Poloková  | Gerenda          | 19,237    | 45.       | kiesett  | kiesett  |
| Iveta Poloková  | Egyéni összetett | 76,773    | 58.       | kiesett  | kiesett  |

### Ritmikus gimnasztika
| Versenyző       | Versenyszám | Selejtező | Selejtező | Selejtező | Selejtező | Selejtező | Selejtező | Selejtező | Selejtező | Selejtező | Selejtező | Döntő            | Döntő            | Döntő            | Döntő            | Döntő            | Döntő            | Döntő | Döntő | Döntő    | Döntő    | Helyezés |
| Versenyző       | Versenyszám | Karika    | Karika    | Kötél     | Kötél     | Buzogány  | Buzogány  | Labda     | Labda     | Összesen  | Összesen  | Karika           | Karika           | Kötél            | Kötél            | Buzogány         | Buzogány         | Labda | Labda | Összesen | Összesen | Helyezés |
| Versenyző       | Versenyszám | Pont      | Hely.     | Pont      | Hely.     | Pont      | Hely.     | Pont      | Hely.     | Pont      | Hely.     | Pont             | Hely.            | Pont             | Hely.            | Pont             | Hely.            | Pont  | Hely. | Pont     | Hely.    | Helyezés |
| --------------- | ----------- | --------- | --------- | --------- | --------- | --------- | --------- | --------- | --------- | --------- | --------- | ---------------- | ---------------- | ---------------- | ---------------- | ---------------- | ---------------- | ----- | ----- | -------- | -------- | -------- |
| Lenka Oulehlová | Egyéni      | 9,350     | 8.*       | 9,450     | 7.        | 9,375     | 8.        | 9,300     | 9.**      | 37,475    | 8.        | 9,325            | 9.               | 9,450            | 7.               | 9,175            | 11.              | 9,450 | 7.**  | 56,137   | 8.       | 8.       |
| Jana Šramková   | Egyéni      | 9,250     | 16.**     | 9,150     | 19.**     | 9,050     | 15.***    | 9,300     | 9.**      | 36,750    | 13.       | nem teljesítette | nem teljesítette | nem teljesítette | nem teljesítette | nem teljesítette | nem teljesítette | 9,275 | 12.   | 27,650   | 16.      | 16.      |

## Úszás
Férfi
| Versenyző       | Versenyszám | Előfutam | Előfutam | Előfutam | Döntő   | Döntő   | Döntő   | Helyezés |
| Versenyző       | Versenyszám | Idő      | Hely.    | Össz.    | Típus   | Idő     | Hely.   | Helyezés |
| --------------- | ----------- | -------- | -------- | -------- | ------- | ------- | ------- | -------- |
| Rastislav Bizub | 100 m hát   | 57,57    | 3.       | 24.*     | kiesett | kiesett | kiesett | kiesett  |
| Rastislav Bizub | 200 m hát   | 2:03,30  | 6.       | 23.      | kiesett | kiesett | kiesett | kiesett  |
| Marcel Blažo    | 200 m hát   | 2:02,81  | 4.       | 19.      | kiesett | kiesett | kiesett | kiesett  |
| Marcel Blažo    | 100 m hát   | 57,61    | 2.       | 26.      | kiesett | kiesett | kiesett | kiesett  |
| Radek Beinhauer | 100 m mell  | 1:04,88  | 2.       | 32.      | kiesett | kiesett | kiesett | kiesett  |
| Radek Beinhauer | 200 m mell  | 2:16,26  | 4.       | 16.      | B       | 2:16,07 | 5.      | 13.      |

Női
| Versenyző         | Versenyszám    | Előfutam | Előfutam | Előfutam | Döntő   | Döntő   | Döntő   | Helyezés |
| Versenyző         | Versenyszám    | Idő      | Hely.    | Össz.    | Típus   | Idő     | Hely.   | Helyezés |
| ----------------- | -------------- | -------- | -------- | -------- | ------- | ------- | ------- | -------- |
| Martina Moravcová | 50 m gyors     | 26,92    | 5.       | 29.      | kiesett | kiesett | kiesett | kiesett  |
| Martina Moravcová | 100 m gyors    | 57,19    | 7.       | 18.      | kiesett | kiesett | kiesett | kiesett  |
| Martina Moravcová | 100 m pillangó | 1:02,11  | 1.       | 19.      | kiesett | kiesett | kiesett | kiesett  |
| Martina Moravcová | 100 m hát      | 1:05,73  | 5.       | 31.      | kiesett | kiesett | kiesett | kiesett  |
| Helena Straková   | 100 m hát      | 1:05,38  | 4.       | 30.      | kiesett | kiesett | kiesett | kiesett  |
| Helena Straková   | 200 m hát      | 2:18,44  | 6.       | 30.      | kiesett | kiesett | kiesett | kiesett  |
| Olga Šplíchalová  | 800 m gyors    | 8:42,16  | 3.       | 8.       | A       | 8:37,66 | 6.      | 6.       |
| Olga Šplíchalová  | 400 m gyors    | 4:15,43  | 2.       | 10.      | B       | 4:16,41 | 6.      | 14.      |
| Hana Černá        | 400 m gyors    | 4:19,87  | 7.       | 17.**    | B       | 4:21,50 | 8.      | 16.      |
| Hana Černá        | 400 m vegyes   | 4:52,21  | 5.       | 14.      | B       | 4:50,30 | 6.      | 14.      |
| Hana Černá        | 200 m vegyes   | 2:19,93  | 3.       | 22.      | kiesett | kiesett | kiesett | kiesett  |
| Lenka Maňhalová   | 200 m vegyes   | 2:20,52  | 6.       | 24.      | kiesett | kiesett | kiesett | kiesett  |
| Lenka Maňhalová   | 100 m mell     | 1:13,96  | 3.       | 29.      | kiesett | kiesett | kiesett | kiesett  |

* - egy másik versenyzővel azonos időt ért el

*** - a Dán Mette Jacobsen visszalépése miatt indulhatott a B döntőben

## Vitorlázás
Férfi
| Versenyző     | Versenyszám     | Futam | Futam | Futam | Futam | Futam | Futam  | Futam | Futam | Futam | Futam | Pontszám | Helyezés |
| Versenyző     | Versenyszám     | 1     | 2     | 3     | 4     | 5     | 6      | 7     | 8     | 9     | 10    | Pontszám | Helyezés |
| ------------- | --------------- | ----- | ----- | ----- | ----- | ----- | ------ | ----- | ----- | ----- | ----- | -------- | -------- |
| Patrik Hrdina | Szörfvitorlázás | 32,0  | 32,0  | 26,0  | 17,0  | 24,0  | (34,0) | 22,0  | 31,0  | 34,0  | 21,0  | 239,0    | 25.      |

Női
| Versenyző                       | Versenyszám    | Futam  | Futam | Futam | Futam | Futam | Futam | Futam | Pontszám | Helyezés |
| Versenyző                       | Versenyszám    | 1      | 2     | 3     | 4     | 5     | 6     | 7     | Pontszám | Helyezés |
| ------------------------------- | -------------- | ------ | ----- | ----- | ----- | ----- | ----- | ----- | -------- | -------- |
| Radmila Dobnerová Renata Srbová | 470-es osztály | (24,0) | 21,0  | 19,0  | 16,0  | 21,0  | 21,0  | 14,0  | 112,0    | 16.      |

## Vívás
Férfi
| Versenyző                                                       | Versenyszám       | Csoportkör | Csoportkör | Selejtező                                | 32-es főtábla                   | Egyenes ág a negyeddöntőért     | Egyenes ág a negyeddöntőért | Vigaszág a negyeddöntőért     | Vigaszág a negyeddöntőért          | Vigaszág a negyeddöntőért       | Vigaszág a negyeddöntőért | Negyeddöntő       | Elődöntő          | Döntő             | Helyezés |
| Versenyző                                                       | Versenyszám       | Csoportkör | Csoportkör | Selejtező                                | 32-es főtábla                   | 1. kör                          | 2. kör                      | 1. kör                        | 2. kör                             | 3. kör                          | 4. kör                    | Negyeddöntő       | Elődöntő          | Döntő             | Helyezés |
| Versenyző                                                       | Versenyszám       | Ellenfél Eredmény | Hely.      | Ellenfél Eredmény                        | Ellenfél Eredmény               | Ellenfél Eredmény               | Ellenfél Eredmény           | Ellenfél Eredmény             | Ellenfél Eredmény                  | Ellenfél Eredmény               | Ellenfél Eredmény         | Ellenfél Eredmény | Ellenfél Eredmény | Ellenfél Eredmény | Helyezés |
| --------------------------------------------------------------- | ----------------- | --- | ---------- | ---------------------------------------- | ------------------------------- | ------------------------------- | --------------------------- | ----------------------------- | ---------------------------------- | ------------------------------- | ------------------------- | ----------------- | ----------------- | ----------------- | -------- |
| Aleš Depta                                                      | Párbajtőr, egyéni | 1. csoport · Angelo Mazzoni (ITA) · 3-5 · Laurie Shong (CAN) · 3-5 · Juan Miguel Paz (COL) · 5-1 · Handry Lenzun (INA) · 5-4 · Daniel Lang (SUI) · 5-3 · Francisco Papaiano (BRA) · 5-3         | 3.         | Ulf Sandegren (SWE) · 6-4, 5-2           | Laurie Shong (CAN) · 4-6, 2-5   |                                 |                             | Arnd Schmitt (GER) · 6-5, 6-4 | Roberto Lazzarini (BRA) · 5-1, 5-2 | Andrej Suvalov (EUN) · 1-5, 2-5 | kiesett                   | kiesett           | kiesett           | kiesett           | 16.      |
| Jiří Douba                                                      | Párbajtőr, egyéni | 2. csoport · Éric Srecki (FRA) · 2-5 · Szerhij Kravcsuk (EUN) · 4-5 · Roberto Lazzarini (BRA) · 5-5 · Stephen Paul (GBR) · 5-2 · Christopher O'Loughlin (USA) · 5-3 · Lucas Zakaria (INA) · 5-0 | 4.         | Gabriel Pantelimon (ROU) · 1-5, 5-2, 5-2 | Angelo Mazzoni (ITA) · 5-1, 5-2 | Pavel Kolobkov (EUN) · 2-5, 5-6 |                             |                               | Maurizio Randazzo (ITA) · 5-6, 5-6 | kiesett                         | kiesett                   | kiesett           | kiesett           | kiesett           | 21.      |
| Roman Ječmínek                                                  | Párbajtőr, egyéni | 6. csoport · Elmar Borrmann (GER) · 4-5 · I Szanggi (KOR) · 4-5 · Olivier Lenglet (FRA) · 5-3 · Scott Arnold (AUS) · 5-3 · Záhi el-Húri (LIB) · 5-5 · Trevor Strydom (RSA) · 5-2                | 4.         | Robert Marx (USA) · 4-6, 2-5             | kiesett                         | kiesett                         | kiesett                     | kiesett                       | kiesett                            | kiesett                         | kiesett                   | kiesett           | kiesett           | kiesett           | 35.      |
| Aleš Depta Jiří Douba Michal Franc Roman Ječmínek Tomáš Kubíček | Párbajtőr, csapat | 2. csoport · Egyesített Csapat (EUN) · 5-9 · Spanyolország (ESP) · 7-8 | 3.         |                                          |                                 |                                 |                             |                               |                                    |                                 |                           | kiesett           | kiesett           | kiesett           | 12.      |

## Vízilabda
| Csehszlovák férfi vízilabdacsapat-játékoskeret                                                | Csehszlovák férfi vízilabdacsapat-játékoskeret                                                              |
| --------------------------------------------------------------------------------------------- | --- |
| - Roman Bačík - Eduard Balúch - Vidor Borsig - Tomáš Bundschuh - Pavol Dindžík - Peter Horňák | - Július Iždinský - Miroslav Jančich - Štefan Kmeťo - Roman Polačik - Peter Veszelits - Ladislav Vidumanský |

### Eredmények
Csoportkör
A csoport
| Csapat                  | M | Gy | D | V | G+ | G– | Gk  | P  |
| ----------------------- | - | -- | - | - | -- | -- | --- | -- |
| Egyesített Csapat (EUN) | 5 | 5  | 0 | 0 | 50 | 32 | +18 | 10 |
| Egyesült Államok (USA)  | 5 | 4  | 0 | 1 | 40 | 24 | +16 | 8  |
| Ausztrália (AUS)        | 5 | 2  | 1 | 2 | 44 | 41 | +3  | 5  |
| Németország (GER)       | 5 | 1  | 2 | 2 | 38 | 41 | –3  | 4  |
| Franciaország (FRA)     | 5 | 1  | 1 | 3 | 38 | 42 | –4  | 3  |
| Csehszlovákia (TCH)     | 5 | 0  | 0 | 5 | 33 | 63 | –30 | 0  |

| 1992. augusztus 1. 09:30 | Egyesített Csapat (EUN) | 10–6 | Csehszlovákia (TCH) | Játékvezetők: Manuel Benitez (PUR), Riza Haluk Toygarli (TUR) |
| 1992. augusztus 1. 09:30 | (2–1, 1–1, 4–3, 3–1)    |      |                     | Játékvezetők: Manuel Benitez (PUR), Riza Haluk Toygarli (TUR) |
| 1992. augusztus 1. 09:30 | Apanaszenko 4           |      | Polačik 3           | Játékvezetők: Manuel Benitez (PUR), Riza Haluk Toygarli (TUR) |

| 1992. augusztus 2. 09:30 | Csehszlovákia (TCH)  | 3–9 | Egyesült Államok (USA) | Játékvezetők: Luis Cilloro Zea (ESP), Masaoka Masaru (JPN) |
| 1992. augusztus 2. 09:30 | (2–2, 0–2, 0–3, 1–2) |     |                        | Játékvezetők: Luis Cilloro Zea (ESP), Masaoka Masaru (JPN) |
| 1992. augusztus 2. 09:30 | három játékos 1      |     | Evans 2                | Játékvezetők: Luis Cilloro Zea (ESP), Masaoka Masaru (JPN) |

| 1992. augusztus 3. 12:00 | Németország (GER)    | 15–9 | Csehszlovákia (TCH) | Játékvezetők: Luis Cillero Zea (ESP), Radu Timoc (ROM) |
| 1992. augusztus 3. 12:00 | (2–2, 4–1, 6–3, 3–3) |      |                     | Játékvezetők: Luis Cillero Zea (ESP), Radu Timoc (ROM) |
| 1992. augusztus 3. 12:00 | Stamm 4              |      | három játékos 2     | Játékvezetők: Luis Cillero Zea (ESP), Radu Timoc (ROM) |

| 1992. augusztus 5. 09:30 | Csehszlovákia (TCH)  | 6–14 | Franciaország (FRA) | Játékvezetők: David Bathurst (GBR), Nikolaj Lalov (BUL) |
| 1992. augusztus 5. 09:30 | (1–4, 1–5, 2–2, 2–3) |      |                     | Játékvezetők: David Bathurst (GBR), Nikolaj Lalov (BUL) |
| 1992. augusztus 5. 09:30 | hat játékos 1        |      | Garsau 4            | Játékvezetők: David Bathurst (GBR), Nikolaj Lalov (BUL) |

| 1992. augusztus 6. 09:30 | Ausztrália (AUS)     | 15–9 | Csehszlovákia (TCH) | Játékvezetők: Eugenio Asencio (ESP), Lionel Kong-Chung Liew (SIN) |
| 1992. augusztus 6. 09:30 | (5–2, 2–2, 3–1, 5–4) |      |                     | Játékvezetők: Eugenio Asencio (ESP), Lionel Kong-Chung Liew (SIN) |
| 1992. augusztus 6. 09:30 | Wybrow 5             |      | Horňák 3            | Játékvezetők: Eugenio Asencio (ESP), Lionel Kong-Chung Liew (SIN) |

A 9–12. helyért
E csoport
| Csapat              | M | Gy | D | V | G+ | G– | Gk  | P |
| ------------------- | - | -- | - | - | -- | -- | --- | - |
| Hollandia (NED)     | 3 | 2  | 1 | 0 | 28 | 20 | +8  | 5 |
| Görögország (GRE)   | 3 | 2  | 1 | 0 | 24 | 18 | +6  | 5 |
| Franciaország (FRA) | 3 | 1  | 0 | 2 | 28 | 31 | –3  | 2 |
| Csehszlovákia (TCH) | 3 | 0  | 0 | 3 | 22 | 33 | –11 | 0 |

| 1992. augusztus 8. 17:30 | Csehszlovákia (TCH)  | 8–9 | Hollandia (NED) | Játékvezetők: Radu Timoc (ROM), Nikolaj Lalov (BUL) |
| 1992. augusztus 8. 17:30 | (2–0, 3–2, 2–3, 1–4) |     |                 | Játékvezetők: Radu Timoc (ROM), Nikolaj Lalov (BUL) |
| 1992. augusztus 8. 17:30 | Polačik 4            |     | Jansen 3        | Játékvezetők: Radu Timoc (ROM), Nikolaj Lalov (BUL) |

| 1992. augusztus 9. 09:00 | Csehszlovákia (TCH)  | 8–10 | Görögország (GRE) | Játékvezetők: Bret Beecher Bernard (USA), David Bathurst (GBR) |
| 1992. augusztus 9. 09:00 | (2–2, 2–3, 3–2, 1–3) |      |                   | Játékvezetők: Bret Beecher Bernard (USA), David Bathurst (GBR) |
| 1992. augusztus 9. 09:00 | három játékos 2      |      | Mavrotász 5       | Játékvezetők: Bret Beecher Bernard (USA), David Bathurst (GBR) |

| Csapat              | Helyezés |
| ------------------- | -------- |
| Csehszlovákia (TCH) | 12.      |